# Duitse staande hond (langhaar)
De Duitse staande hond (langhaar) is een hondenras afkomstig uit Duitsland.

## Oorsprong
De oorsprong van het ras ligt in Duitsland waar het is voortgekomen uit verschillende rassen, de Vogelhond, Otterhond en Spaanse Zijdehond. Er zijn in de loop van de tijd in de negentiende eeuw nog andere rassen als de Pointers en Setters ingekruist om de Duitse Staande Langhaar te perfectioneren. Het jaar 1879 is het jaar dat het fundament werd gelegd voor de gestandaardiseerde rasfokkerij en veredeling en vervolmaking van de jachteigenschappen van het ras, waaronder het sneller maken.

## Omschrijving
Het is een jachthond met een gemiddelde grootte van zo'n 63 centimeter en een gewicht tussen de 30 en 40 kilogram. De hond wordt gebruikt als jachthond op vele vlakken van de jacht. Te denken valt aan werk voor, tijdens en na het schot. Het gedrag van een Duitse Staande Langhaar is rustig, kalm en alert. Ook is de hond waaks en daardoor mede geschikt als waakhond. Het is sociaal en vriendelijk naar de huisgenoten en tolerant naar kinderen.

## Uiterlijke kenmerken
De ideaalmaat voor een reu is 63-66 cm, minimaal moet een lengte van 60 cm zijn bereikt en maximaal 70 cm. Bij een teef is de ideaalmaat 60-63 cm, hier is minimaal 58 cm en maximaal 66 cm toegestaan voor de rasstandaard. Het gewicht van een volwassen gezonde Duitse Staande Langhaar ligt rond de 30 kg.

## Kleurslagen
Volgens de rasstandaard komt de Duitse Staande Langhaar voor in een aantal kleurslagen:
- Helemaal bruin
- Bruin met wit of schimmel
- Donkerschimmel
- Lichtschimmel
- Forelschimmel
- Bont, in dit geval bruin-wit